# Province de Paruro
La province de Paruro (en espagnol : Provincia de Paruro) est l'une des treize provinces de la région de Cuzco, au sud du Pérou. Son chef-lieu est la ville de Paruro.

## Géographie
La province couvre une superficie de 1 984,42 km2. Elle est limitée au nord par la province de Cuzco, à l'est par la province de Quispicanchi et la province d'Acomayo, au sud par la province de Chumbivilcas, et à l'ouest par la province d'Anta et la région d'Apurímac.

## Population
La population de la province s'élevait à 32 244 habitants en 2005.

## Subdivisions
La province de Paruro est divisée en neuf districts :
- Accha
- Ccapi
- Colcha
- Huanoquite
- Omacha
- Paccaritambo
- Paruro
- Pillpinto
- Yaurisque